# Çò des de Sauador
Çò des de Sauador és un edifici del municipi d'Es Bòrdes inclòs en l'Inventari del Patrimoni Arquitectònic de Catalunya.

## Descripció
Antic auviatge que ha perdut bona part de la seva fesomia. La casa de secció rectangular, exempta, amb el xamfrà exterior escapçat. La façana paral·lela a la capièra, orientada a migdia, presenta obertures de fusta en les dues plantes (3-3), i al capdamunt un humarau amb dues llucanes, i una humenèja en una banda. La coberta d'encavallades de fusta suporta una teulada de pissarra, de dos vessants, i "tresaigües" a cada costat. Damunt de la porta una pedra desgastada duu: AÑO // 1799// ---- // ----. I al damunt d'aquesta, compareix una rosassa, sens dubte aprofitada d'un monument anterior, amb sis pètals amb un petit arc que els uneix, inscrita en un cercle i bisellada. El material emprat és marbre de Saint-Béat. Aquest motiu decoratiu vegetal és molt freqüent, de gran antiguitat i llarga perduració en monuments funeraris i reaprofitat en esglésies.